# Ахад бинт Абдулла Аль Бусаиди
Ахад бинт Абдулла Аль Бусаиди (араб. عهد بنت عبد الله البوسعيدي‎; род. 4 апреля 1970, Маскат) — первая леди Омана, супруга султана Хейсама бен Тарика.

## Биография

### Происхождение и образование
Ахад бинт Абдулла родилась 4 апреля 1970 года в Маскате в семье Абдуллы ибн Хамада Аль Бусаиди, заместителя министра юстиции и губернатора Мусандама.
Имеет степень в области социологии.

### Консорт-султана Омана (с 2020 года)
10 января 2020 года скончался двоюродный брат её мужа, султан Кабус бен Саид, а её супруг был назван его преемником на экстренной сессии Совета Омана в Аль-Бустане. После того как её муж стал султаном Омана она получила титул Её высочество достопочтенная леди.
В октябре 2020 года она впервые появилась на публике и выступила с речью по случаю Национального женского дня. В своей речи она высоко оценила роль женщин в общественной жизни страны и поблагодарила медицинских работников, борющихся с COVID-19.
6 февраля 2023 года при её участии был открыт первый в стране центр для больных аутизмом.

### Семья
В 1989 году Ахад бинт Абдулла вышла замуж за принца Хейсам бен Тарика, члена правящей династии Аль Саид. У супругов в браке родились четверо детей:
- Тейязин бин Хейсам бин Тарик (род. 21 августа 1990, Маскат) — наследный принц Омана (с 12 января 2021 года);
- Билараб бин Хейсам бин Тарик (род. 10 января 1995, Маскат);
- Турайя бинт Хейсам бин Тарик;
- Омайма бинт Хейсам бин Тарик;